# Almir Pernambuquinho
Almir Moraes de Albuquerque, detto Almir Pernambuquinho (Recife, 28 ottobre 1937 – Rio de Janeiro, 6 febbraio 1973), è stato un calciatore brasiliano, di ruolo attaccante.

## Biografia
Nato a Recife, capitale dello Stato di Pernambuco, vi iniziò anche la carriera calcistica. Fu ucciso nel 1973 in un bar di Copacabana, il Rio-Jerez, mentre cercava di fare da paciere durante una rissa tra sconosciuti di nazionalità portoghese.

## Caratteristiche tecniche
Giocava come attaccante, ricoprendo il ruolo di centravanti. Polemico, irruente e dal temperamento acceso sia in campo che fuori, fu protagonista di vari episodi di intemperanza, che gli fecero acquisire la nomea di giocatore violento. Dal punto di vista tecnico aveva ottime doti, tanto da venire considerato uno dei migliori centravanti in patria; era solito impegnarsi molto per aiutare la propria squadra a vincere.

## Carriera

### Club

#### In Sud America
La carriera calcistica di Almir ebbe inizio nello Sport di Recife, sua città natale: presto finì nel mirino del Vasco da Gama, che lo acquistò nel 1957. La sua abilità gli permise di ben figurare, giocando al fianco di giocatori già affermati come Vavá, e nel 1958 vinse il campionato Carioca. Nel 1960 passò al Corinthians dove, seppur accompagnato dal soprannome Pelé bianco (che fu poi riutilizzato per molti altri calciatori), non ottenne lo stesso successo del periodo al Vasco, che lo aveva lanciato anche in Nazionale. Così, nel 1961 Almir decise di lasciare il proprio Paese natale per tentare la fortuna in Argentina, al Boca Juniors della capitale Buenos Aires. Arrivò al club xeneize grazie anche all'intervento del tecnico Vicente Feola, e debuttò il 14 maggio 1961. Giocò solo cinque partite con la maglia del Boca, ma riuscì comunque a vincere il titolo nazionale nel 1962; il 25 marzo 1962 disputò il suo ultimo incontro. Reduce da un grave infortunio al ginocchio che lo costrinse a tornare in Brasile per riprendersi, chiuse la parentesi al Boca Juniors rendendosi protagonista una rissa contro Chacarita Juniors, da lui causata in seguito a delle offese ricevute da un calciatore avversario.

#### In Italia
Nello stesso 1962 Almir fu acquistato dalla Fiorentina, compagine italiana che militava in Serie A; ceduto a ottobre al Genoa, debuttò il 6 gennaio 1963 al Ferraris contro la SPAL, giocando da titolare. L'unica sua altra partita nella Serie A 1962-1963 fu quella con il Palermo, in casa dei siciliani, ancora una volta da titolare. Partecipò anche alla Coppa Italia 1962-1963, disputando gli ottavi di finale del 5 dicembre 1962 a Roma contro la Roma, nella partita vinta per 5-2.

#### Ritorno in Sud America
Giunto nuovamente in terra natia, stavolta fu il Santos ad accogliere Almir, in qualità di sostituto del centravanti titolare Pelé. Scarsamente impiegato a causa della contemporanea presenza di O Rei, si rese protagonista della Coppa Intercontinentale 1963 quando, nella partita di ritorno al Maracanã contro il Milan, segnò una rete, permettendo alla propria squadra di vincere e di andare allo spareggio. In quest'ultimo, si guadagnò un rigore dubbio, che al termine dell'incontro fu decisivo per la vittoria del trofeo. Lasciato il Santos, passò al Flamengo, dove visse una fase positiva della propria carriera, segnando più di venti reti in settantatré presenze. Durante la sua militanza nel club di Rio, fu nuovamente al centro delle cronache per la rissa che si scatenò nella finale del Campionato Carioca 1966 che vedeva contrapposti Flamengo e Bangu; Almir iniziò a colpire il centrocampista Ladeira, e la colluttazione si estese poi a entrambe le formazioni, trasformando la partita in un confuso parapiglia. Chiuse la carriera con la maglia dell'América-RJ.

### Nazionale
La prima partita di Almir con la Nazionale risale al 1959, anno in cui prese parte al Campeonato Sudamericano de Football di Argentina 1959; debuttò il 10 marzo 1959 a Buenos Aires contro il Perù, subentrando a Pelé. Rimasto fuori nelle successive sfide contro Cile e Bolivia, tornò a giocare contro l'Uruguay: ancora una volta, si scatenò una rissa, stavolta con il portiere Taibo, che procurò quattro espulsioni totali (Orlando e lo stesso Almir per il Brasile, Davoine e Gonçalves per l'Uruguay). La carriera dell'attaccante in Nazionale proseguì fino all'anno 1960, e si chiuse con la vittoria di due trofei (Coppa dell'Atlantico e Copa Roca).

## Palmarès

### Club

#### Competizioni nazionali
- Torneo Rio-San Paolo: 2

Vasco da Gama: 1958
Santos: 1964
- Campionato Carioca: 2

Vasco da Gama: 1958
Santos: 1965
- Campionato argentino: 1

Boca Juniors: 1962
- Taça Brasil: 2

Santos: 1963, 1964

#### Competizioni internazionali
- Coppa Libertadores: 1

Santos: 1963
- Coppa Intercontinentale: 1

Santos: 1963

### Nazionale
- Copa Roca: 1

1960
- Coppa dell'Atlantico: 1

1960